# Saint-Loup-Géanges
Saint-Loup-Géanges is een gemeente in het Franse departement Saône-et-Loire (regio Bourgogne-Franche-Comté). De plaats maakt deel uit van het arrondissement Chalon-sur-Saône. Saint-Loup-Géanges telde op 1 januari 2022 1.643 inwoners.

## Geschiedenis
De gemeente is op 1 januari 2003 ontstaan door de fusie van de toenmalige gemeenten Géanges en Saint-Loup-de-la-Salle. De fusiegemeente maakte deel uit van het kanton Verdun-sur-le-Doubs totdat dit op 22 maart 2015 werd opgeheven en de gemeenten werden opgenomen in het op die dag gevormde kanton Gergy.

## Geografie
De oppervlakte van Saint-Loup-Géanges bedroeg op 1 januari 2022 25,72 vierkante kilometer; de bevolkingsdichtheid was toen 63,9 inwoners per km².

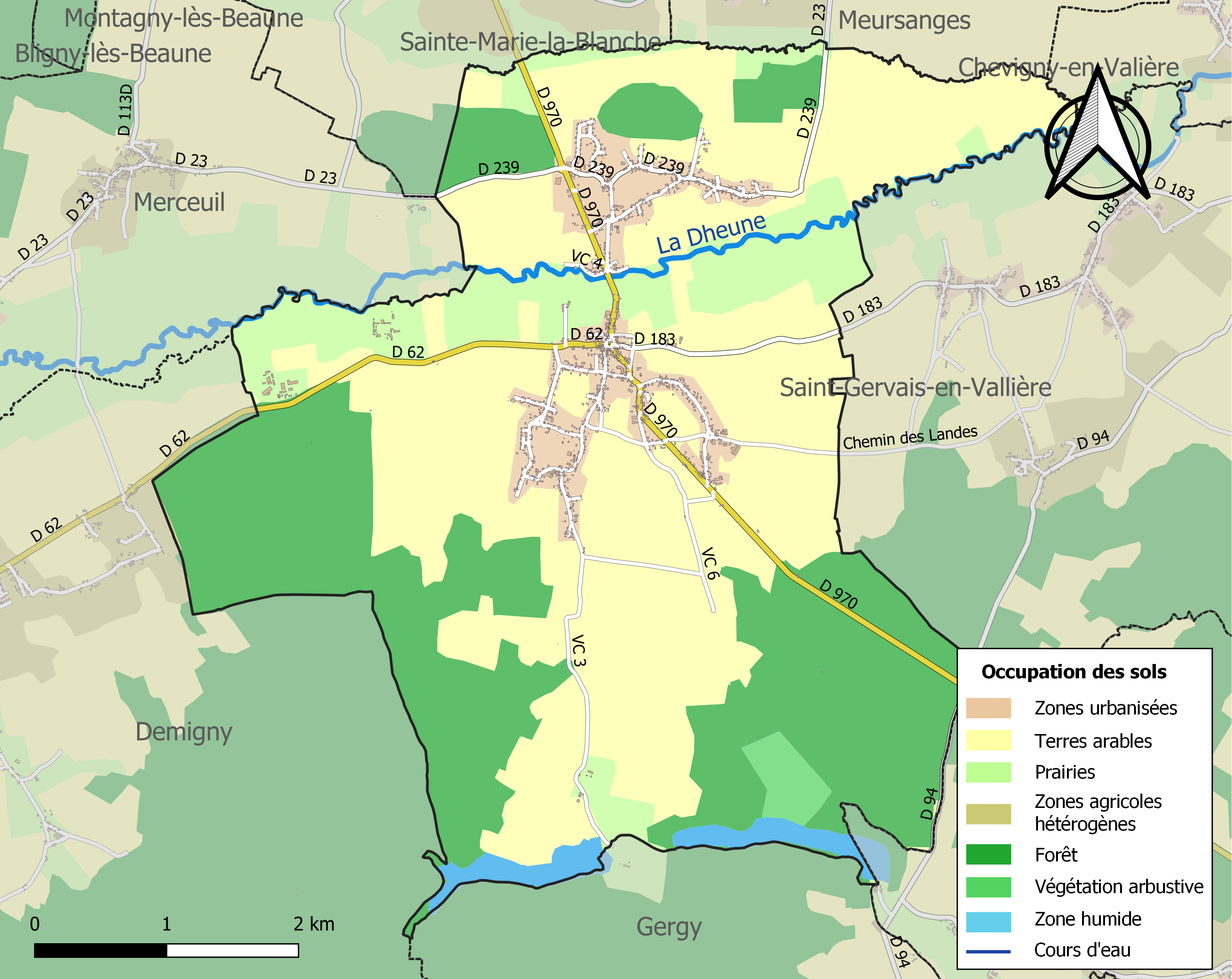
Kaart van de gemeente met de belangrijkste infrastructuur, bodemgebruik en omliggende gemeenten

## Demografie
Onderstaande figuur toont het verloop van het inwonertal (bron: INSEE-tellingen).